# Novoselycja (okres Užhorod)
Novoselycja, česky také Novoselice, ukrajinsky Новоселиця, maďarsky Újkemence, je obec v Dubrynyčsko-Maloberezňanské venkovské komunitě, v okresu Užhorod, v Zakarpatské oblasti na západě Ukrajiny. Leží na jihovýchodním okraji Lemkoviny. V roce 2025 zde žilo 492 obyvatel.
Na okraji obce se nachází 2 zdroje minerální vody, které mají statut hydrologické památky přírody místního významu. Je zde lyžařské středisko.

## Historie
Do uzavření Trianonské smlouvy byla obec součástí Uherska, poté byla součástí Československa. Od roku 1945 byla součástí Ukrajinské sovětské socialistické republiky, která byla součástí SSSR. Od roku 1991 je obec součástí nezávislé Ukrajiny.